# Joseph Anton Clemenz
Joseph Anton Clemenz (* 29. Januar 1810 in Visp; † 15. August 1872 ebenda; heimatberechtigt ebenda) war ein Schweizer Politiker, Richter und Hotelier. Von 1848 bis 1851 gehörte er dem Nationalrat an, in den Jahren 1856/57, 1861 bis 1863 und 1865 bis 1868 vertrat er den Kanton Wallis im Ständerat. Er gehörte zu den Pionieren des Tourismus in Zermatt.

## Biografie

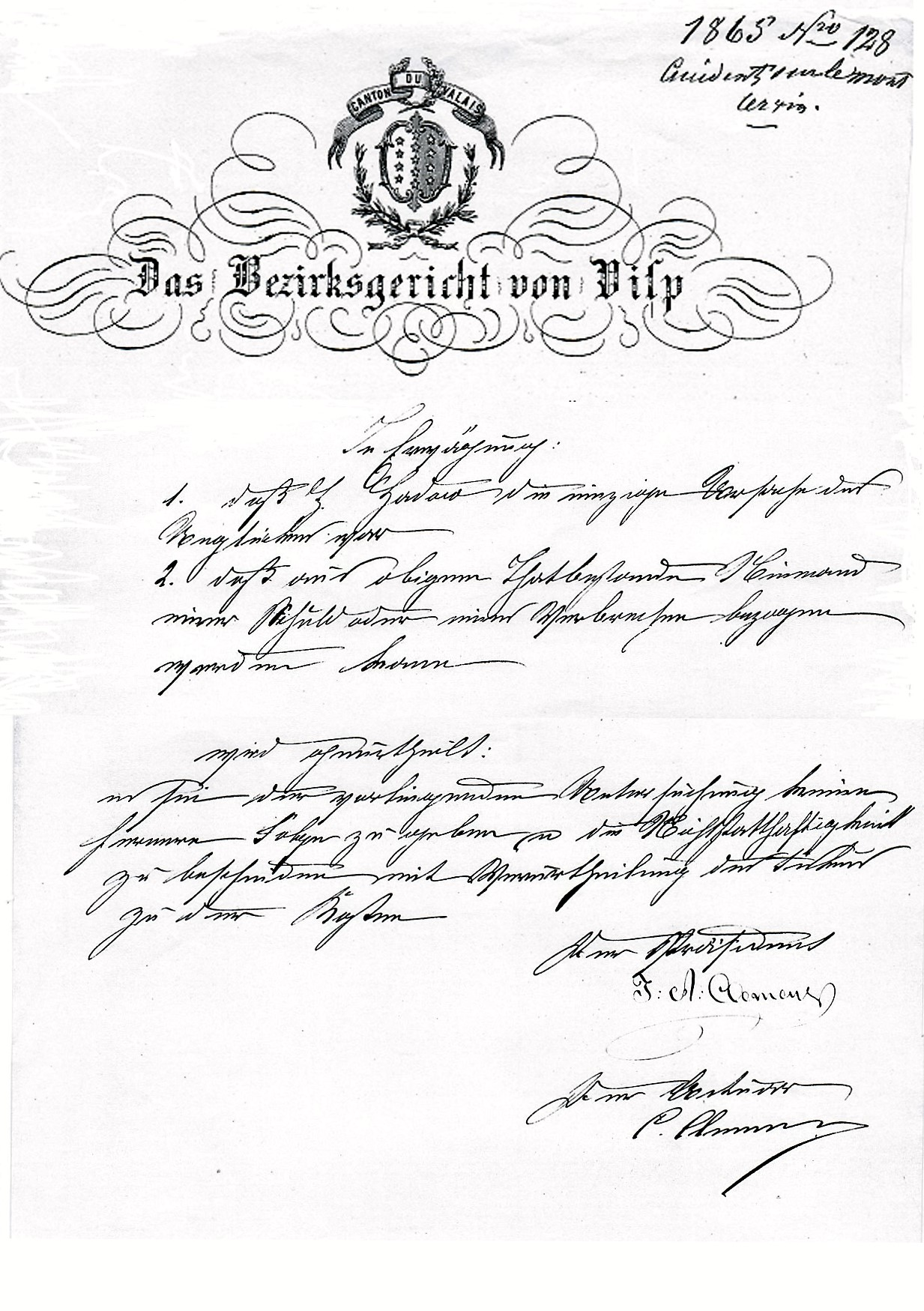
Unfall am Matterhorn 14. Juli 1865, Rechtsgrund und Beschluss des Bezirksgerichts, Unterschrift Joseph Anton Clemenz

Der Sohn eines Wirts besuchte die Kollegien (Gymnasien) in Sitten, Brig und Saint-Maurice. 1832/33 absolvierte er eine Rechtsschule in Sitten und erhielt daraufhin die Zulassung als öffentlicher Notar. 1835 wurde er in den Grossen Rat des Kantons Wallis gewählt, dem er ununterbrochen bis 1871 angehörte. Mehrmals amtierte er als Burgermeister (Vorsteher der Burgergemeinde) von Visp, in den Jahren 1841/42 als erster Gemeindepräsident. Im Militär hatte er zuletzt den Rang eines Majors. Von 1848 bis 1851 war Clemenz Bezirksrichter, in den Jahren 1841, 1851 bis 1857 und 1869 bis 1872 Appellationsrichter.
Der Grosse Rat wählte ihn 1843 in den Staatsrat, woraufhin er bis 1847 das Finanzdepartement führte. Clemenz trat im Oktober 1848 zu den ersten Nationalratswahlen an und wurde im Wahlkreis Oberwallis gewählt. Im Nationalrat gehörte er zunächst der katholisch-konservativen Opposition an. Infolge seiner Annäherung an die gemässigten Liberalen wurde er 1851 nicht wiedergewählt und unterlag Alexis Allet. In der Folge kandidierte er vier weitere Male bei Nationalratswahlen, jeweils ohne Erfolg. Der Grosse Rat wählte ihn für die Jahre 1856/57, 1861 bis 1863 und 1865 bis 1868 zu einem der beiden Walliser Vertreter im Ständerat. Von 1857 bis 1865 war Clemenz der erste Grossratspräsident aus dem Oberwallis. 1871/72 sass er ein zweites Mal im Staatsrat und leitete das Departement des Innern.
Während sein Bruder Franz das vom Vater geerbte Gasthaus «Zum Weissen Rössli» in Visp führte, wollte Joseph Anton Clemenz vom aufkommenden Alpinismus profitieren. 1852 eröffnete er in Zermatt das Hotel Mont Cervin (das heutige Mont Cervin Palace). Es zählte zunächst acht Zimmer und wurde später auf 14 Zimmer ausgebaut. Clemenz verpachtete das Hotel 1857 an seinen Konkurrenten Alexander Seiler und verkaufte es ihm schliesslich im Jahr 1867. 1865 gelang Edward Whymper die Erstbesteigung des Matterhorns, beim Abstieg stürzten jedoch vier Mitglieder seiner Seilschaft zu Tode. Clemenz liess die Leichen bergen und führte die nachfolgende strafrechtliche Untersuchung durch. Der Vorwurf, Whymper habe das Seil durchschnitten, konnte jedoch nicht bestätigt werden.

## Politische Ämter
- Grossrat (1840–1843, 1847–1871)
- Staatsrat (1843–1847, 1871–1872)
- Nationalrat (1848–1851)
- Ständerat (1856–1857, 1861–1863, 1865–1868)